# Olympische Jugend-Winterspiele 2016/Teilnehmer (Belarus)
| Gelbes Symbol für Goldmedaillen mit stilisierten Olympischen Ringen | Graues Symbol für Silbermedaillen mit stilisierten Olympischen Ringen | Braundes Symbol für Bronzemedaillen mit stilisierten Olympischen Ringen |
| ------------------------------------------------------------------- | --------------------------------------------------------------------- | ----------------------------------------------------------------------- |
| —                                                                   | —                                                                     | —                                                                       |

Belarus nahm an den Olympischen Jugend-Winterspielen 2016 im norwegischen Lillehammer mit 16 Athleten in sechs Sportarten teil.

## Sportarten

### Biathlon
| Athleten                                                               | Wettbewerb           | Zeit (Schießfehler) | Rang |
| ---------------------------------------------------------------------- | -------------------- | ------------------- | ---- |
| Jungen                                                                 |                      |                     |      |
| Aljaksandr Mazkewitsch                                                 | 7,5 km Sprint        | 19:53,0 min (1)     | 8    |
| Aljaksandr Mazkewitsch                                                 | 10 km Verfolgung     | 31:54,4 min (7)     | 18   |
| Kiryl Zjuryn                                                           | 7,5 km Sprint        | 21:23,2 min (4)     | 28   |
| Kiryl Zjuryn                                                           | 10 km Verfolgung     | 31:29,2 min (3)     | 14   |
| Mädchen                                                                |                      |                     |      |
| Darja Ijeropes                                                         | 6 km Sprint          | 20:04,1 min (2)     | 23   |
| Darja Ijeropes                                                         | 7,5 km Verfolgung    | 29:01,2 min (5)     | 23   |
| Natallja Karnizkaja                                                    | 6 km Sprint          | 21:02,7 min (5)     | 34   |
| Natallja Karnizkaja                                                    | 7,5 km Verfolgung    | 28:40,5 min (3)     | 21   |
| Gemischt                                                               |                      |                     |      |
| Natallja Karnizkaja Kiryl Zjuryn                                       | Single Mixed-Staffel | 45:06,5 min (4+17)  | 14   |
| Natallja Karnizkaja Darja Ijeropes Aljaksandr Mazkewitsch Kiryl Zjuryn | Mixed-Staffel        | 1:27:08,3 h (5+21)  | 12   |

### Eishockey
| Athleten           | Wettbewerb       | Qualifikation | Qualifikation | Finale             | Finale             |
| Athleten           | Wettbewerb       | Punkte        | Rang          | Punkte             | Rang               |
| ------------------ | ---------------- | ------------- | ------------- | ------------------ | ------------------ |
| Jungen             |                  |               |               |                    |                    |
| Andrej Paulenka    | Skills-Challenge | 5             | 16            | nicht qualifiziert | nicht qualifiziert |
| Mädchen            |                  |               |               |                    |                    |
| Darja Maksimtschyk | Skills-Challenge | 7             | 13            | nicht qualifiziert | nicht qualifiziert |

### Eiskunstlauf
| Athleten                                 | Wettbewerb | Kurzprogramm | Kurzprogramm | Free Skating/Dance | Free Skating/Dance | Gesamt | Gesamt |
| Athleten                                 | Wettbewerb | Punkte       | Rang         | Punkte             | Rang               | Punkte | Rang   |
| ---------------------------------------- | ---------- | ------------ | ------------ | ------------------ | ------------------ | ------ | ------ |
| Paar                                     |            |              |              |                    |                    |        |        |
| Emilija Kalehanawa Uladsislau Palchouski | Eistanz    | 47,88        | 6            | 60,24              | 9                  | 108,12 | 6      |

### Eisschnelllauf
| Athleten            | Wettbewerb  | Durchgang 1 | Durchgang 1 | Durchgang 2 | Durchgang 2 | Gesamt      | Gesamt |
| Athleten            | Wettbewerb  | Zeit        | Rang        | Zeit        | Rang        | Zeit        | Rang   |
| ------------------- | ----------- | ----------- | ----------- | ----------- | ----------- | ----------- | ------ |
| Jungen              |             |             |             |             |             |             |        |
| Jauhenj Bolhau      | 500 m       | 38,59 s     | 20          | 37,839 s    | 16          | 76,43 s     | 17     |
| Jauhenj Bolhau      | 1500 m      |             |             |             |             | 1:55,88 min | 9      |
| Jauhenj Bolhau      | Massenstart |             |             |             |             | 5 Punkte    | 4      |
| Wiktar Rudenka      | 500 m       | 38,51 s     | 18          | 37,93 s     | 17          | 76,44 s     | 18     |
| Wiktar Rudenka      | 1500 m      |             |             |             |             | 1:56,52 min | 12     |
| Wiktar Rudenka      | Massenstart |             |             |             |             | 5:54,86 min | 15     |
| Mädchen             |             |             |             |             |             |             |        |
| Hanna Nifantawa     | 500 m       | 42,42 s     | 18          | 41,84 s     | 15          | 84,26 s     | 16     |
| Hanna Nifantawa     | 1500 m      |             |             |             |             | 2:18,13 min | 23     |
| Hanna Nifantawa     | Massenstart |             |             |             |             | DSQ         | DSQ    |
| Jauhenija Warabjowa | 500 m       | 41,53 s     | 11          | 41,81 s     | 14          | 83,34 s     | 12     |
| Jauhenija Warabjowa | 1500 m      |             |             |             |             | 2:12,25 min | 17     |
| Jauhenija Warabjowa | Massenstart |             |             |             |             | 1 Punkte    | 6      |

### Ski Alpin
| Jungen               |              |             |     |                    |                    |                    |                    |
| Uladsislau Tschertin | Super-G      |             |     |                    |                    | 1:18,06 min        | 43                 |
| Uladsislau Tschertin | Riesenslalom | 1:29,56 min | 43  | 1:39,13 min        | 37                 | 3:08,69 min        | 37                 |
| Uladsislau Tschertin | Slalom       | DNF         | DNF | nicht qualifiziert | nicht qualifiziert | nicht qualifiziert | nicht qualifiziert |
| Uladsislau Tschertin | Kombination  | DNF         | DNF | nicht qualifiziert | nicht qualifiziert | nicht qualifiziert | nicht qualifiziert |

### Skilanglauf
| Athleten        | Wettbewerb       | Qualifikation | Qualifikation | Viertelfinale | Viertelfinale | Halbfinale         | Halbfinale         | Finale             | Finale             |
| Athleten        | Wettbewerb       | Zeit          | Rang          | Zeit          | Rang          | Zeit               | Rang               | Zeit               | Rang               |
| --------------- | ---------------- | ------------- | ------------- | ------------- | ------------- | ------------------ | ------------------ | ------------------ | ------------------ |
| Jungen          |                  |               |               |               |               |                    |                    |                    |                    |
| Zimur Laskin    | Cross            | 3:22,18 min   | 33            |               |               | nicht qualifiziert | nicht qualifiziert | nicht qualifiziert | nicht qualifiziert |
| Zimur Laskin    | Sprint klassisch | 3:10,42 min   | 23            | 3:09,11 min   | 4             | nicht qualifiziert | nicht qualifiziert | nicht qualifiziert | nicht qualifiziert |
| Zimur Laskin    | 10 km Freistil   |               |               |               |               |                    |                    | 25:40,3 min        | 19                 |
| Mädchen         |                  |               |               |               |               |                    |                    |                    |                    |
| Hanna Karaljowa | Cross            | 3:49,58 min   | 20            |               |               | 3:46,02 min        | 7                  | nicht qualifiziert | nicht qualifiziert |
| Hanna Karaljowa | Sprint klassisch | 3:42,32 min   | 20            | 3:37,74 min   | 4             | nicht qualifiziert | nicht qualifiziert | nicht qualifiziert | nicht qualifiziert |
| Hanna Karaljowa | 5 km Freistil    |               |               |               |               |                    |                    | 13:59,6 min        | 12                 |

### Snowboard

#### Slopestyle
| Athleten          | Wettbewerb | Finale       | Finale       | Finale           | Finale |
| Athleten          | Wettbewerb | Durchgang 1  | Durchgang 2  | Bester Durchgang | Rang   |
| ----------------- | ---------- | ------------ | ------------ | ---------------- | ------ |
| Mädchen           |            |              |              |                  |        |
| Daryna Murauskaja | Slopestyle | 45,75 Punkte | 23,50 Punkte | 45,75 Punkte     | 13     |